# ClayFighter 2: Judgment Clay
ClayFighter 2: Judgment Clay est un jeu de combat sorti exclusivement sur Super Nintendo en 1995,. Le jeu est développé et édité par Interplay Entertainment et est la suite de ClayFighter. Le jeu est sorti en France le 23 mai 1995. Le jeu était également annoncé dans certaines revues nord-américaines pour une sortie sur 32X, mais cette version a été annulée,. Le titre du jeu est une référence au film Terminator 2: Judgment Day.

## Personnages
1. Bad Mr. Frosty
2. Tiny
3. Blob
4. Nana Man
5. Octohead
6. Googoo
7. Hoppy
8. Kangoo